# FAI (samochód pancerny)
FAI – samochód pancerny, konstrukcji radzieckiej, z okresu przed II wojną światową.

## Historia
W 1929 Związek Radziecki zakupił w USA licencję na produkcję samochodu osobowego Ford A. Zakupiono też licencję na produkcję samochodów ciężarowych Ford AA. W 1930 r. w Związku Radzieckim zaczęto produkcję tych aut w zakładach w Gorkim, jako GAZ-A i GAZ-AA. Sztab generalny Armii Czerwonej podjął decyzję o wykorzystaniu podwozi tych pojazdów do budowy samochodów pancernych. Na podwoziu samochodu GAZ-A miał powstać lekki pojazd rozpoznawczy, uzbrojony w jeden karabin maszynowy i częściowo opancerzony. Opracowano kilka modeli takiego pojazdu, m.in. D-8 i D-12, które zostały przyjęte do uzbrojenia. Wyprodukowano w latach 1932-1934 niewielkie serie (po 25) tych samochodów, które jednak nie spełniały wszystkich wymagań. 
Postanowiono skonstruować nowy pojazd. Zadanie jego zaprojektowania podjęło Biuro Konstrukcyjne Fabryki Iżorskiej. Efektem jego prac był pojazd zwany Ford A Iżorski, w skrócie FAI. W lutym 1931 ukończono budowę dwóch prototypów, skierowanych później na badania wojskowe. Testy te zakończyły się decyzją o przyjęciu wozu na uzbrojenie. Produkcję seryjną rozpoczęto w 1933. Zakończono ją w 1936, po zbudowaniu 676 samochodów.

## Wersje produkcyjne
- FAI - model podstawowy.
- FAI ż-d - wersja przystosowana do jazdy po szynach. Zapas amunicji zwiększony do 2520 nabojów.
- FAI-M - zmodernizowana wersja. Ich serię wyprodukowano w 1938 z pozostałych kadłubów, zamontowanych na podwoziach samochodów GAZ-M1.

## Służba
Samochody pancerne FAI i FAI-M, znajdowały się w wyposażeniu jednostek pancernych i piechoty Armii Czerwonej. Swój chrzest bojowy przeszły w Hiszpanii, gdzie wysłano kilkanaście wozów tego typu. Brały udział w konfliktach dalekowschodnich, agresji na Polskę i na Finlandię,  i początkowej fazie wojny radziecko-niemieckiej.
Pewna liczba pojazdów została zdobyta przez Niemców. Zostały one włączone w skład wyposażenia Wehrmachtu pod oznaczeniem Panzerspäwagen BA 202 (r). Jeden wóz został zdobyty przez powstańców w czasie powstania warszawskiego w 1944.

## Obecnie

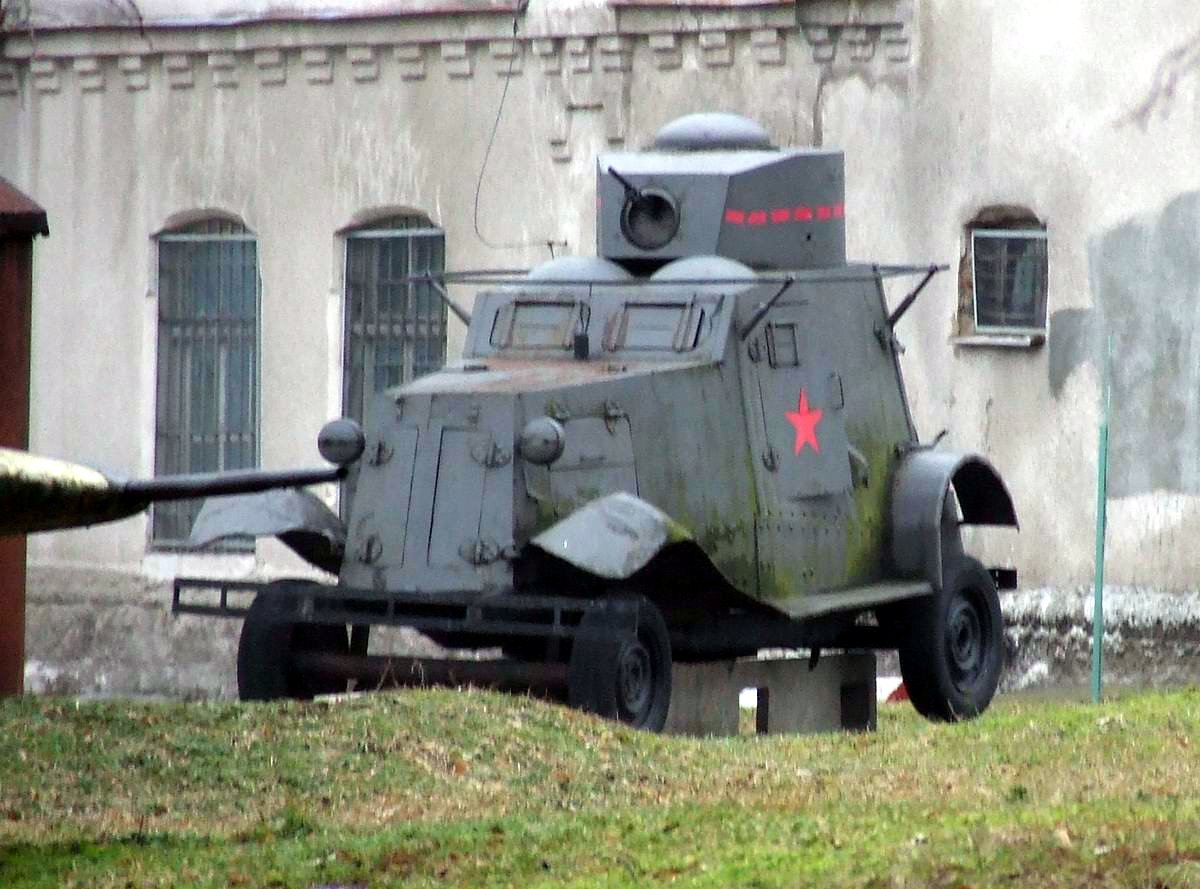
Samochód FAI stojący na postumencie obok koszar Straży Granicznej w Białystoku, obecnie remontowany, nadwozie do zobaczenia w Parku Militarnym Muzeum Wojska w Białymstoku

W tej chwili wiadomo o 2 zachowanych egzemplarzach - jeden znajduje się w Rosji, drugi w Białymstoku. Polski egzemplarz przed laty stał na terenie koszar Straży Granicznej (poprzednio na wystawie plenerowej w Muzeum Wojska w Białymstoku). W polskim egzemplarzu oryginalna jest tylko część konstrukcji a ogólny wygląd odbiega od pierwotnego, będąc efektem nieudolnej rekonstrukcji przeprowadzonej przez Muzeum. Pojazd był też kilkukrotnie dewastowany podczas czasowej ekspozycji organizowanej przez Muzeum Wojska poza terenem Straży Granicznej.